# Bildungssystem in Rumänien

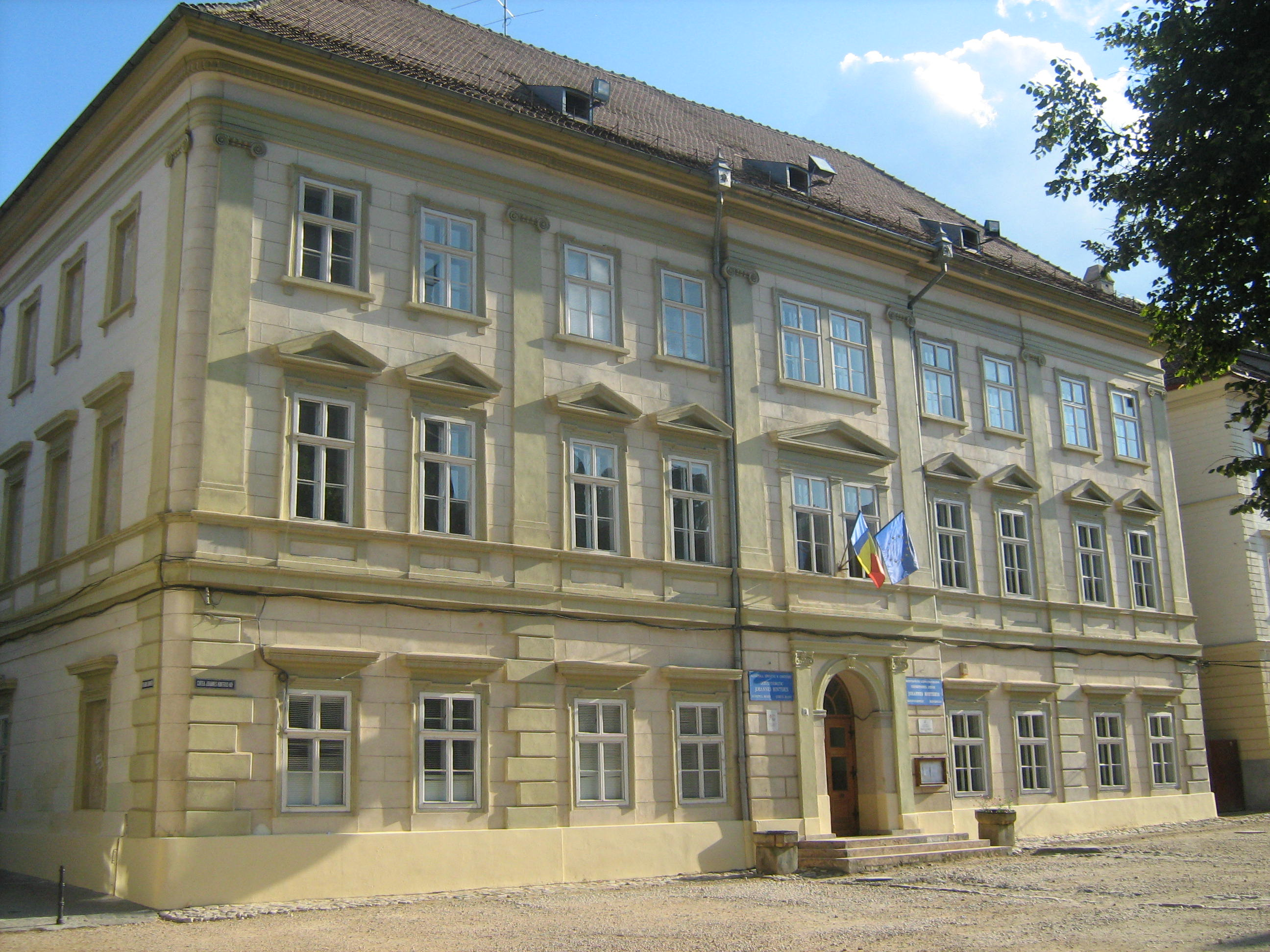
Gymnasium in Brașov, einem frühen humanistischen Zentrum im 16. Jh., später zeitweilig Stalinstadt genannt

Das Bildungssystem in Rumänien umfasst die Stufen der Vorschule, Primärbildung, Sekundarbildung mit einer Differenzierung in Berufsschulen und Lyzeen sowie die Tertiärbildung. Durch die rumänische Verfassung, Artikel 32, ist ein freier Zugang zur Bildung garantiert. Das nationale Bildungsministerium übt die Kontrolle aus. Ein privater Bildungssektor besteht vornehmlich im Vorschulwesen und in der Hochschulbildung. Hinzu kommen einige internationale Bildungseinrichtungen wie die Deutsche Schule Bukarest.
Im Jahr 2022 gab es ca. 7070 Schulen mit etwa 3,47 Millionen Schülern. Viele Schulen in den Städten arbeiten im Schichtbetrieb: Weil es mehr Schüler als Räume gibt, geht ein Teil morgens zur Schule, ein anderer Teil nachmittags. Das Schuljahr beginnt Mitte September und endet Mitte Juni im nächsten Jahr, die Sommerferien dauern drei Monate. Eine Schulstunde dauert 50 Minuten, dann folgt eine 10-minütige Pause. Im Winterhalbjahr wird das mancherorts auf 45 Minuten Schulstunde und fünf Minuten Pause verringert, damit die Kinder früher zu Hause sind. Durch den Bau von Mittelpunktschulen sind längere Schulwege entstanden.

Alphabetisierung in Rumänien 2011 (Prozentanteil der Analphabeten)

Zu den chronischen Bildungsproblemen gehört die Durchsetzung der Schulpflicht auf dem Land, wo etwa einkommensschwache Familien der rumänischen Mehrheitsbevölkerung oder Angehörige der Roma-Minderheit diese nicht durchgehend beachten. Die Schulabbrecherquote liegt bei im EU-Vergleich hohen 15,3 Prozent.

## Schulische Bildungsstufen
Der Kindergartenbesuch ist nicht verpflichtend, doch seit 2012 besuchen alle Kinder mit etwa sechs Jahren eine Vorbereitungsklasse, die clasa pregătitoare. Die Grundschule (şcoala primară) umfasst dann vier Jahre, worauf weitere vier Jahre auf einer weiterführenden gesamtschulartigen Mittel- oder Sekundarschule (gimnaziu) folgen. Nach der achten Klasse – mit etwa vierzehn Jahren – kann die Schule verlassen werden, was aber nur wenige tun. Die Schüler legen ein Examen, die Evaluarea Națională, ab, deren Ergebnis sie für die weiterführenden Schulen qualifiziert. Durchschnittliche und ausreichende Ergebnisse berechtigen den Schüler, die zwei- oder dreijährige Ganztagesberufsschule (kein Arbeitsverhältnis im Privatbetrieb) zu besuchen, um das Berufschulexamen (certificat de calificare profesională, EQF III) abzulegen und dann ins Berufsleben einzusteigen. Erst seit 2017 gibt es eine duale Ausbildung mit Praxisanteilen in einem privaten Betrieb. 
Wer im Examen gute bis sehr gute Ergebnisse erzielt hat, kann ein Lyzeum (liceu) besuchen, entweder ein theoretisches (liceu teoretic) oder ein berufsspezifisches Lyzeum (liceu vocaţional oder liceu tehnologic). Theoretische Lyzeen haben ein festes Fächerspektrum mit zwei Grundtypen, entweder naturwissenschaftlich oder sprachlich-sozialwissenschaftlich geprägt. Allerdings kann der Schüler auch eine Schule auswählen, deren Fächer ihn besonders interessieren. Es gibt technische, fremdsprachliche, kirchliche und noch viele weitere Lyzeen. Der Unterschied zum theoretischen Lyzeum besteht darin, dass dort die Schwerpunkte der Hauptfächer auf bestimmte Berufsfelder zugeschnitten sind, zum Beispiel auf Landwirtschaft, Pädagogik, Militär, Sport, Kunst. Nach vier Jahren können die Schüler dann zwei Prüfungen ablegen, das sogenannte Qualifikationsexamen (Berufsqualifikation) und das Abitur, identisch mit dem der theoretischen Lyzeen. Der Berufsbildungsabschluss am technologischen Lyzeum ist noch höherwertiger (certificat de calificare, Europäischer Qualifikationsrahmen EQF IV). Insgesamt besteht eine hohe Durchlässigkeit zwischen allgemeiner und beruflicher Bildung, um Sackgassen zu vermeiden.
Bis zum Abitur, in Rumänien bacalaureat genannt, dauert es seit 2020 vier Jahre. Das Zentralabitur umfasst schriftliche Prüfungen in Rumänisch, Mathematik, Chemie oder Physik; in einer Fremdsprache und Geschichte legt man eine mündliche Prüfung ab. Außerdem kann der Schüler für eine schriftliche oder mündliche Prüfung ein zusätzliches Fach wählen. Die Durchfallquote ist mit 55 Prozent hoch. In deutschsprachigen Gymnasien ist sie dagegen mit 2 Prozent auffallend niedrig, was deren Nachfrage begründet.
In den ersten vier Schuljahren gibt es nur vier Noten: FB ist die Abkürzung für Foarte bine und bedeutet sehr gut, B ist gut, S ist befriedigend und N/I ist durchgefallen. Ab der fünften Klasse gibt es die Noten 1 bis 10, wobei 10 die beste Note ist. Zum Bestehen eines Tests oder einer Klassenarbeit und auch um versetzt zu werden braucht man mindestens eine 5.
Die meistgewählten Fremdsprachen sind Englisch und Französisch. In einem Drittel Rumäniens, in Siebenbürgen und dem Banat, ist dagegen Deutsch die zweite Fremdsprache nach Englisch, oftmals gar erste; Deutsch hat hier eine herausgehobene Relevanz in Tourismus und Industrie wie im Bildungs- und Kulturbereich. Ausdruck dafür sind deutsche Schulen, Theater und Kultureinrichtungen sowie rund 80 deutschsprachige Studiengänge, die Deutschland als größten Auslandsinvestor spiegeln. Für die ethnischen Minderheiten wie die ungarische und deutsche Minderheit sind Ansprüche auf Minderheitenschulen in der Verfassung verankert. So gibt es 9000 Schüler im deutschsprachigen Schulsystem, über 60 Schulen gibt es von der Grundschule bis zur gymnasialen Oberstufe, in Rumänien Lyzeum genannt, so das Samuel-Brukenthal-Gymnasium in Sibiu, das Johannes-Honterus-Gymnasium in Brașov oder das Nikolaus-Lenau-Gymnasium in Timișoara. Ursprünglich Schulen der deutschen Minderheit, sind diese Lyzeen heute bei rumänischen Familien begehrt. Obwohl Deutsch nach der Auswanderungswelle von 800.000 Muttersprachlern auf 32.000 nach dem Zensus 2022 zurückgegangen ist, wird es oft gleichbedeutend mit sozialem Aufstieg und besseren Berufschancen angesehen. Die beiden rumäniendeutschen Nobelpreisträger Herta Müller (Literatur 2009) und Stefan Hell (Chemie 2014) besuchten das deutschsprachige Lyzeum in Timișoara im Banat. Daneben gibt es als Sonderform Schulen mit einem deutschsprachigen Zweig, so das Colegiul Național George Coșbuc in Cluj-Napoca.
Religionsunterricht für mehrerer Konfessionen ist bei allen Schulformen üblich. Er wird von etwa der Hälfte der Schüler besucht. Religion kann Abiturprüfungsfach sein.

## Hochschulbildung
- Liste der Universitäten in Rumänien

Rumänien verfügt über 97 Universitäten, universitäre Institute, Akademien und Fachhochschulen. In den letzten Jahren sind neben den 56 staatlichen auch mindestens 41 private Hochschulen entstanden. Sie entscheiden über die Zulassung der sich bewerbenden Studenten. Die Studienfolge und -dauer entsprechen dem Bologna-System. Die größte Universität ist die Babes-Bolyai-Universität in Cluj mit 41.000 Studenten, die Bukarester Akademie für Wirtschaftsstudien (gegründet 1913) ist sehr international ausgerichtet. An der Medizinischen und Pharmazeutischen Universität Iuliu Hațieganun in Cluj, in Targu Mures an der Universität für Medizin, Pharmazie, Naturwissenschaften und Technik (mit Außenstandort in Hamburg) und in Iasi.(Geburtsort des Medizinnobelpreisträgers George E. Palade, 1912–2008) können auch Ausländer in englischer Sprache Medizin/Zahnmedizin ohne NC, aber gegen höhere Gebühren als für Rumänen studieren. 
Viele Rumänen studieren im Ausland, am meisten in Frankreich, Dänemark und den Niederlanden, wo es große rumänische communities gibt und die Studienkosten niedrig sind.

## Geschichte

### Schulen

Alphabetisierung in den rumänischen Regionen um 1930 in Prozent

Die ersten deutschsprachigen Schulen entstanden in Siebenbürgen um 1380 in Hermannstadt sowie 1522 in Sighișoara, 1541 wurde das protestantische humanistische Honterus-Gymnasium in Brașov gegründet. Die erste rumänischsprachige höhere Schule richtete 1657 die Fürstin Susanna Lorántffy in Făgăraș ein. Das Piaristengymnasium (Timișoara) entsprang einer Initiative Österreichs von 1788, um das katholische Element in der Region zu stärken, als Unterrichtssprache wurde erst Latein/Deutsch, dann Ungarisch genutzt. Gegenwärtig ist es wieder eine katholische Schule (Gerhardinum). Das Problem der fehlenden Alphabetisierung prägte Rumänien bis ins 21. Jahrhundert, mit regionalen und ethnisch-kulturellen Unterschieden. Dabei galten die deutschen und ungarischen Protestanten auch wegen ihrer guten Volksschulen als gebildeter als die Roma oder Moldauer. Die Moldau und die Walachei gerieten im 19. Jahrhundert vom türkischen unter russischen Einfluss, wodurch die Schulbildung nicht begünstigt wurde. Mit der Bildung Großrumäniens 1918 waren von den 16 Mio. Einwohnern etwa 800.000 Juden, die auch schon vorher ihre eigenen religiösen Schulen mit teilweise jiddischer Unterrichtssprache gründeten. Ein Zentrum war dabei Czernowitz in der Bukowina (Romancier Itzik Manger). Von den ca. 400.000 Holocaust-Überlebenden wanderten die meisten nach 1945 aus oder kehrten nicht zurück; ein Beispiel dafür ist der Friedensnobelpreisträger Elie Wiesel aus Sighetu Marmației. Es gibt gegenwärtig noch eine jüdische Schule in Bukarest.
Die wichtigen Schritte der kommunistischen Schulbildung nach 1945 bis 1990 waren die
- Einführung der Einheitsschule 1948 mit einer zunächst siebenjährigen Schulpflicht, einer vierjährigen Oberschule und einer starken Berücksichtigung beruflich-praktischen Lernens,
- das Unterrichtsgesetz von 1968 unter Nicolae Ceaușescu mit einer zehnjährigen Schulpflicht bei einer achtjährigen Einheitsschule sowie etwa ab 1970 einer betont ideologischen Erziehung sowie Zurückdrängung einsprachiger Minderheitenschulen,
- Vervielfältigung des Lyzeumstyps / der Hochschulreife in über zehn am beruflichen Bedarf orientieren Fachrichtungen, ab etwa 1980 bei Abbau der allgemeinbildenden Elemente.[19]

Mit der neuen Verfassung von 1991 wurden nach den Prinzipien der Gleichheit und des Pluralismus unter anderem die kommunistische Ausrichtung der Schule abgeschafft und der Minderheitenschutz gestärkt. Dazu wurde 1995 ein neues Unterrichtsgesetz erlassen mit folgenden Änderungen:
- Reduzierung der Schulpflicht von 10 auf 8 Jahre,
- Wiedereinrichtung der allgemeinbildenden Lyzeen mit verstärkter Gewichtung auf allgemeinbildende Fächer und Fremdsprachen,
- Reduzierung der berufsvorbereitenden Fächer und der Praktika auf der Lyzeum-Stufe sowie die Verlagerung der berufsvorbereitenden Elemente aus dem Lyzeum in andere spezifische Bildungseinrichtungen
- Wiedereinführung des Religionsunterrichts.[6]

Seitdem gab es neben dem Bildungsgesetz von 2011 eine Reihe weiterer Reformschritte, die die Schulpflicht wieder auf 10 Jahre ausdehnten, Schulleistungsprüfungen einführten, die berufliche Bildung neu organisierten und ein Vorschuljahr obligatorisch machten.

### Hochschulen

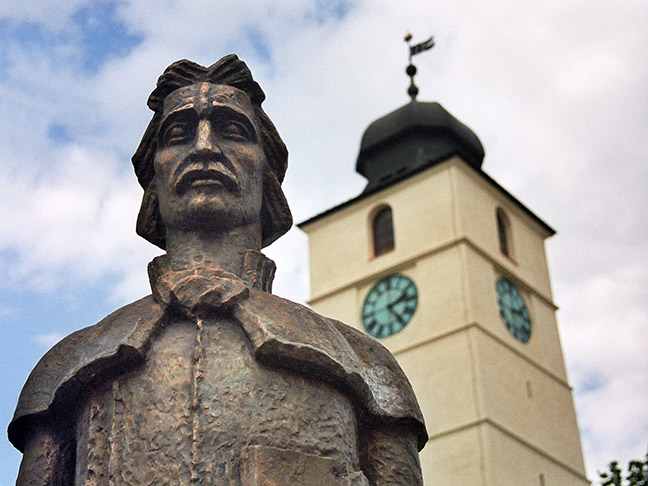
Gheorghe Lazărs Denkmal in Sibiu

Der Societas Jesu erlaubte König Stephan Báthory, in Klausenburg eine Schule im Range einer Akademie mit zwei Fakultäten für Siebenbürgen zu errichten (1688) und in anderen Orten Schulen zu unterhalten. Jesuitenkollegs und -schulen wurden gegründet, so 1699 in Großwardein, 1719 in Teweswar, 1733 in Hermannstadt.
In Bukarest gründete Fürst Constantin Brâncoveanu 1694 eine philosophisch-theologische Akademie (Academia Domnească din București) im Kloster des hl. Sava (St. Sabbas), wo in griechischer Sprache gelehrt wurde. Die Studenten kamen aus der ganzen orthodoxen Welt. Der Aufklärer und Dozent Gheorghe Lazăr begann um 1821 mit rumänischsprächigen Vorlesungen.
Die ersten Universitäten in Rumänien im modernen Sinn waren 1860 die Universität Alexandru Ioan Cuza Iași, 1872 die zunächst ungarischsprachige Babeș-Bolyai-Universität Cluj (in Tradition der ehemaligen Jesuitenhochschule, heute als einzige in Europa dreisprachig) und die Universität Bukarest, die sich auf die orthodoxe Akademie von 1694 zurückführt. 1864 gab es auch die heutige Polytechnische Universität Bukarest nach Vorläufern bis 1818. Die erste Musikhochschule wurde im Juni 1863 durch ein Dekret des Alexandru Ioan Cuza als Konservatorium für Musik und Deklamation unter der Leitung des Komponisten Alexandru Flechtenmacher eröffnet. Die Nationale Kunsthochschule wurde 1864 ebenso durch Alexandru Ioan Cuza gegründet und mit Hilfe der Künstler Theodor Aman und Gheorghe Tattarescu aufgebaut.

## Einzelbelege
1. ↑  http://statistici.insse.ro:8077/tempo-online/#/pages/tables/insse-table
2. ↑  Sarah Richter: Die Stellung von Roma-Kindern im rumänischen Bildungssystem. (PDF) PH Freiburg, 2020, abgerufen am 16. November 2023.
3. ↑  Rumänien: Wenn Schule unbezahlbar wird. MDR, Dezember 2020, abgerufen am 15. November 2023.
4. ↑  Rumänien bleibt sitzen. Deutschlandfunk, August 2011, abgerufen am 15. November 2023.
5. ↑  ▷ Fremdsprachen in Rumänien: Die wichtigsten Sprachen und Lernmethoden | Rumaenien-tourismus.de. 1. Juni 2025, abgerufen am 28. Juli 2025.
6. 1 2  Sinziana Tatiana Perez-Nina: Das deutschsprachige Schulwesen in Rumänien – Eine Untersuchung am Deutschen Goethe-Kolleg Bukarest (2011, Universität Wien, PDF)
7. ↑  Perez-Nina, Sinziana Tatiana: Das deutschsprachige Schulwesen in Rumänien – Eine Untersuchung am Deutschen Goethe-Kolleg Bukarest. (PDF; 961 KB) Universität Wien, 2011, abgerufen am 31. Juli 2025.
8. ↑  Lehrermangel auf siebenbürgisch. MDR, November 2019, abgerufen am 16. November 2023.
9. ↑  Situation der deutschsprachigen Schulen und Abteilungen in Rumänien. Abgerufen am 31. Juli 2025.
10. ↑  Rumänien Gesellschaft - Minderheiten - Ethnien. Archiviert vom Original am 30. Dezember 2022; abgerufen am 31. Juli 2025 (deutsch).
11. ↑  Colegiul National George Cosbuc. Abgerufen am 16. November 2023.
12. ↑  Yann Schreiber: Debatte um Religionsunterricht in Rumänien und Spanien - VoxEurop. In: voxeurop.eu. 6. März 2015, abgerufen am 16. November 2023.
13. ↑  Religionsunterricht in der Schule – pro und kontra. Radio Romania International, Juli 2014, abgerufen am 16. November 2023.
14. ↑  Team G2W: Religionsunterricht weiterhin Pflichtfach an Rumäniens Schulen. September 2009, abgerufen am 16. November 2023.
15. ↑  Studieren und leben in Rumänien. Abgerufen am 16. November 2023.
16. ↑  Rumänische Studenten im Ausland: Berufe für die Zukunft sind gefragt. Radio Romania International, Oktober 2019, abgerufen am 16. November 2023.
17. ↑  Zur Geschichte der jiddischsprachigen Kultur in Rumänien. Radio Romania International, 2018, abgerufen am 16. November 2023.
18. ↑  Juden in Rumänien: Integration statt Auswanderung. Deutsche Welle, Februar 2005, abgerufen am 16. November 2023.
19. ↑  Walter König, Vorstand des Arbeitskreises für Siebenbürgische Landeskunde (Hrsg.): Schola seminarium rei publicae: Aufsätze zur Geschichte
und Gegenwart des Schulwesens in Siebenbürgen und Rumänien; Festgabe
zum 80. Geburtstag. Böhlau, Köln Wien 2005, ISBN 978-3-412-17305-0.
20. ↑  Neues Bildungsgesetz in Rumänien verabschiedet. Siebenbürger Zeitung, März 2011, abgerufen am 16. November 2023.
21. ↑  Colegiul Național Mihai Eminescu. Abgerufen am 17. November 2023.
22. ↑  Diözesangeschichte. Bistum Temeswar, abgerufen am 17. November 2023.
23. ↑  Kultur und Reformation. Die religiöse Toleranz | Kurze Geschichte Siebenbürgens | Kézikönyvtár. Abgerufen am 17. November 2023 (ungarisch).
24. ↑  Lazăr, Gheorghe. Abgerufen am 17. November 2023.

Albanien |
Andorra |
Belarus |
Belgien |
Bosnien und Herzegowina |
Bulgarien |
Dänemark (Grönland) |
Deutschland |
Estland |
Finnland |
Frankreich |
Griechenland |
Irland |
Island |
Italien |
Kosovo |
Kroatien |
Lettland |
Liechtenstein |
Litauen |
Luxemburg |
Malta |
Moldau |
Monaco |
Montenegro |
Niederlande |
Nordmazedonien |
Norwegen |
Österreich |
Polen |
Portugal |
Rumänien |
Russland |
San Marino |
Schweden |
Schweiz |
Serbien |
Slowakei |
Slowenien |
Spanien |
Tschechien |
Ukraine |
Ungarn |
Vereinigtes Königreich |
Vatikanstadt |
Zypern